# Archivo binario
Un archivo binario es un archivo informático que contiene información de cualquier tipo codificada en binario para el propósito de almacenamiento y procesamiento en ordenadores. Por ejemplo los archivos informáticos que almacenan texto formateado o fotografías, así como los archivos ejecutables que contienen programas. 
Muchos formatos binarios contienen partes que pueden ser interpretadas como texto. Un archivo binario que sólo contiene información de tipo textual sin información sobre el formato del mismo se dice que es un archivo de texto plano. Habitualmente se contraponen los términos 'archivo binario' y 'archivo de texto', de forma que los primeros no contienen solamente texto.

## Formatos de archivos binarios
Habitualmente se piensa en los archivos binarios como una secuencia de bytes, que es lo que implica que dígitos binarios (bits) se agrupen de ocho en ocho comúnmente. Los archivos binarios que contienen bytes suelen ser interpretados como alguna cosa que no sean caracteres de texto. Un ejemplo típico son los programas de ordenador compilados; de hecho, las aplicaciones o programas compilados son conocidos como binarios, especialmente entre los programadores. Pero un archivo binario puede almacenar imágenes, sonido, versiones comprimidas de otros archivos, etc. — en pocas palabras, cualquier tipo de información.
Algunos archivos binarios tienen una cabecera. Esta cabecera es un bloque de metadatos que un programa informático usará para interpretar correctamente la información contenida. Por ejemplo, un archivo GIF puede consistir en múltiples imágenes y la cabecera se usa para identificar y describir cada bloque de datos de cada imagen. Si el archivo binario no tiene cabecera se dice que es un archivo binario plano.

## Manipulación de archivos binarios
Para enviar archivos binarios a través de varios sistemas (como el correo electrónico) que no permiten todos los tipos de datos, éstos son convertidos a una representación textual como lo dicen las normas (usando, por ejemplo, Base64). Esta codificación tiene el inconveniente de incrementar el tamaño del archivo un 30% aproximadamente durante la transmisión, además de precisar una decodificación en el receptor para recuperar la información binaria de todo tipo de cédulas primarias y secundarias por los archivos codificados textualmente.
Microsoft Windows permite al programador especificar un parámetro de llamada al sistema que indique si un archivo es de texto o binario;[cita requerida] Unix no lo permite y trata todos los archivos como binarios.[cita requerida] Esto refleja el hecho de que la distinción entre los dos tipos de archivos es hasta cierto punto arbitraria.

## Visualización de archivos binarios
Si se abre un archivo binario en un editor de texto, cada grupo de ocho bits serán traducidos normalmente como un carácter aislado y seguramente se observará un galimatías ininteligible de caracteres o bien pequeños cuadrados que contienen el número hexadecimal del no carácter. Si se intentase abrir con algún otro programa, dicho programa daría un uso propio a cada byte: el programa podría tratar cada byte como un número y crear un flujo de datos de salida de números entre 0 y 255 — o tal vez interprete cada byte como un color y visualice un dibujo. Si el archivo es tratado como un ejecutable y se ejecuta, el ordenador tratará de interpretar el archivo como una serie de instrucciones en su propio lenguaje máquina.
Se puede usar un editor hexadecimal para observar los valores hexadecimales (y posiblemente también decimales, binarios o ASCII) de los correspondientes bytes del archivo binario. Los bytes se pueden manipular cambiando el valor hexadecimal en el editor.